# Martin Schwarz (Journalist)
Martin Schwarz (* 13. Juli 1971) ist ein österreichischer Journalist, Publizist und Autor. Außerdem war er seit Ende der 1990er-Jahre für den österreichischen Industriemagazin Verlag bei verschiedenen Verlagspublikationen als Chefredakteur tätig. Heute leitet er die Content-Marketing-Agentur AustriaContent.

## Leben und Wirken
Martin Schwarz studierte Philosophie und Kommunikationswissenschaften. Seit 1992 war er als Osteuropa- und Balkankorrespondent mehrerer deutscher Zeitungen und Magazine tätig. Seit 1996 betätigte Schwarz sich vor allem als Wirtschaftsjournalist. Er war für den Industriemagazin Verlag (heute: WEKA Industrie Medien) tätig und Chefredakteur des dort erscheinenden Branchenmagazins 4c – Magazin für Druck & Design. 2021 gründete Martin Schwarz gemeinsam mit Christoph Moss die Wiener Content-Marketing-Agentur AustriaContent und übernahm gleichzeitig die Co-Geschäftsführung bei der Dortmunder Agentur Mediamoss.
Darüber hinaus war Schwarz als freier Journalist und Politanalyst unter anderem für folgende Massenmedien und Organisationen tätig:
| - A3 Verlag - ARTE - Asia Times (Hongkong) - ATVplus - BBC - Der Standard sowie News (Wien) | - Die Woche (Hamburg) - Extradienst - Foreign Policy in Focus sowie Institute for Policy Studies (Washington) - Berliner Zeitung, Freitag, Jungle World, taz (Berlin) - Netzeitung |

2001 war er Mitgründer des Autoren-Netzwerks Stories & Texte. Neben seiner journalistischen Tätigkeit publizierte Schwarz inzwischen mehrere Sachbücher, teils gemeinsam mit dem österreichischen Journalisten und Autor Heinz Erdmann. Daneben übernahm er auch PR-Aufträge, wie zum Beispiel für Diebold Consulting und UTA Telekom. Von 2005 bis 2006 war er Chefredakteur des von ihm mit gegründeten Business E-Papers ADVISORY, das zeitweise mit dem europäischen Nachrichtenmagazin Europolitan kooperierte, für das Schwarz ebenfalls tätig war und ist.
Am 11. Mai 2016 wurde er als erster Österreicher für seinen Artikel Der Kodak-Moment vom Verband der Deutschen Fachpresse und der Karl Theodor Vogel Stiftung zum Fachjournalisten des Jahres gekürt.

## Publikationen (Auswahl)
- mit Heinz Erdmann: Saddams blutiges Erbe. Der wirkliche Krieg steht uns noch bevor . Knaur, München 2003, ISBN 3-426-77725-8.
- mit Heinz Erdmann: Atomterror. Schurken, Staaten, Terroristen – die neue nukleare Bedrohung. Knaur, München 2004, ISBN 3-426-77753-3.
- John Kerry. Der Herausforderer. Knaur, München 2004, ISBN 3-426-77791-6.
- mit Christoph Moss: 30 Minuten Content-Strategie. Gabal, Offenbach 2023, ISBN 3-967-39135-3